# Bibi (cantante)
Kim Hyung-seo  (en hangul, 김형서; Ulsan, 27 de septiembre de 1998), más conocida como Bibi (비비; estilizado en mayúsculas), es una cantautora surcoreana. En 2017, firmó un contrato con la discográfica Feel Ghood Music después de que la rapera Yoon Mi-rae encontró algunas de sus canciones en Soundcloud.
Participó como concursante en el programa The Fan de SBS, donde finalmente alcanzó el segundo lugar. Debutó oficialmente con el sencillo «Binu», lanzado el 15 de mayo de 2019.

## Discografía

### Álbumes de estudio
| 2022                                                                                   | Lowlife Princess - Noir - Lanzamiento: noviembre de 2022 - Discográfica: Feel Ghood Music, Kakao M - Formatos: Descarga digital, streaming | — | N/A |
| 2025                                                                                   | Eve:Romance - Lanzamiento: mayo de 2025 - Discografica: Feel Ghood Music, Kakao M - Formatos: Descarga digital, streaming                  |   |     |
| «—» indica que el álbum no alcanzó posición alguna o no fue lanzado en ese territorio. | |   |     |

### EP
| 2019                                                                                   | The Manual for People Who Want to Love - Lanzamiento: 12 de junio de 2019 - Discográfica: Feel Ghood Music, The Five Cultural Industrial Company, Kakao M - Formatos: Descarga digital, streaming | —  | N/A         |
| 2021                                                                                   | Life is a Bi. - Lanzamiento: 28 de abril de 2021 - Discográfica: Feel Ghood Music, The Five Cultural Industrial Company, Kakao M - Formatos: CD, descarga digital, streaming                      | 31 | - COR: 4257 |
| «—» indica que el álbum no alcanzó posición alguna o no fue lanzado en ese territorio. | |    |             |

### Sencillos

#### Como artista principal
| Título                                                                             | Año  | Posición más alta | Posición más alta | Álbum                                      |
| Título                                                                             | Año  | COR               | COR               | Álbum                                      |
| Título                                                                             | Año  | Gaon              | Billb.            | Álbum                                      |
| ---------------------------------------------------------------------------------- | ---- | ----------------- | ----------------- | ------------------------------------------ |
| «Rebirth» (환생)                                                                   | 2018 | —                 | —                 | The Fan 1 Round Part 1                     |
| «Letter» (편지)                                                                    | 2019 | —                 | —                 | The Fan 3 Round Part 2                     |
| «Fly With Me»                                                                      | 2019 | —                 | —                 | The Fan 4 Round Part 2                     |
| «Three W's and One H» (언제 어디서 무엇을 어떻게)                                  | 2019 | —                 | —                 | The Fan Top 3                              |
| «Hangang» (한강)                                                                   | 2019 | —                 | —                 | The Fan Top 2                              |
| «Binu» (비누)                                                                      | 2019 | —                 | —                 | Sin álbum                                  |
| «Nabi» (나비)                                                                      | 2019 | —                 | —                 | The Manual for People Who Want to Love     |
| «Step?» (자국)                                                                     | 2019 | —                 | —                 | Sin álbum                                  |
| «Restless» (신경쓰여)                                                              | 2020 | —                 | —                 | Listen 035                                 |
| «The Way You Look Tonight» (오늘 밤은 말야) (con Jinho de Pentagon)                | 2020 | —                 | —                 | Big Picture House OST Part 3               |
| «Kazino» (사장님 도박은 재미로 하셔야 합니다)                                      | 2020 | —                 | —                 | Sin álbum                                  |
| «I'm Good at Goodbyes» (안녕히)                                                    | 2020 | —                 | —                 | Sin álbum                                  |
| «Cigarette and Condom» (쉬가릿)                                                    | 2020 | —                 | —                 | Dingo X Bibi                               |
| «Naan» (난)                                                                        | 2020 | —                 | —                 | Live On OST Part 2                         |
| «Eat My Love» (사랑의 묘약)                                                        | 2021 | 175               | —                 | Sin álbum                                  |
| «Timeless»                                                                         | 2021 | —                 | —                 | Beyond Evil OST Part 2                     |
| «Bad Sad And Mad»                                                                  | 2021 | —                 | —                 | Life is a Bi.                              |
| «Life is a Bi...» (인생은 나쁜X)                                                   | 2021 | —                 | —                 | Life is a Bi.                              |
| «Stay With Me» (내 곁에 있어줘요)                                                  | 2021 | —                 | —                 | Oh My Ladylord OST Part 5                  |
| «Why Y» (con Tiger JK)                                                             | 2021 | —                 | —                 | Sin álbum                                  |
| «Never Gonna Come Down» (con Mark Tuan)                                            | 2021 | —                 | —                 | Shang-Chi y la leyenda de los Diez Anillos |
| «Pado»                                                                             | 2021 | —                 | —                 | Sin álbum                                  |
| «The Weekend»                                                                      | 2021 | —                 | —                 | Sin álbum                                  |
| «Maybe if» (우리가 헤어져야 했던 이유)                                             | 2021 | 21                | 29                | Our Beloved Summer OST                     |
| «Very, Slowly» (아주, 천천히)                                                      | 2022 | 48                | 43                | Twenty-Five Twenty-One OST                 |
| «Animal Farm»                                                                      | 2022 | —                 | —                 | Lowlife Princess - Noir                    |
| «Sweet Sorrow of Mother»                                                           | 2022 | 151               | —                 | Lowlife Princess - Noir                    |
| «Blade»                                                                            | 2022 | —                 | —                 | Lowlife Princess - Noir                    |
| «Bibi Vengeance»                                                                   | 2022 | 130               | —                 | Lowlife Princess - Noir                    |
| «Jotto»                                                                            | 2022 | —                 | —                 | Lowlife Princess - Noir                    |
| «I Am»                                                                             | 2023 | —                 | —                 | Sin álbum                                  |
| «—» indica que el sencillo no alcanzó posición alguna o no fue lanzado en el país. |      |                   |                   |                                            |

#### Como artista invitada
| «Payback» (BLACK NINE con BIBI)                                                    | «Payback» (BLACK NINE con BIBI)                                            | 2017 | —   | — | American Assassin    |
| «Ghood Family» (Tiger JK, Yoon Mi-rae con Bizzy, BLACK NINE, BIBI, MRSHLL)         | «Ghood Family» (Tiger JK, Yoon Mi-rae con Bizzy, BLACK NINE, BIBI, MRSHLL) | 2017 | —   | — | Sin álbum            |
| «Ooh Ah» (우아)                                                                    | «Ooh Ah» (우아)                                                            | 2018 | —   | — | Sin álbum            |
| «Eleven» (twlv con BIBI)                                                           | «Eleven» (twlv con BIBI)                                                   | 2019 | —   | — | Blueline             |
| «Hammock» (해먹) (Crucial Star con BIBI)                                           | «Hammock» (해먹) (Crucial Star con BIBI)                                   | 2019 | —   | — | Sin álbum            |
| «Fever» (Park Jin-young con Superbee, BIBI)                                        | «Fever» (Park Jin-young con Superbee, BIBI)                                | 2019 | 30  | — | Sin álbum            |
| «Te Quiero» (twlv con BIBI)                                                        | «Te Quiero» (twlv con BIBI)                                                | 2020 | —   | — | K.I.S.S              |
| «Love & Hate» (웬수) (Zico con BIBI)                                               | «Love & Hate» (웬수) (Zico con BIBI)                                       | 2020 | 151 | — | Random Box           |
| «Everything» (Way Chedcon Changmo, Coogie, Ash Island, BIBI)                       | «Everything» (Way Chedcon Changmo, Coogie, Ash Island, BIBI)               | 2020 | —   | — | Sin álbum            |
| «Mukkbang! Remix» (Lil Cherry, GOLDBUUDA con Jay Park, BIBI, Dumbfoundead)         | «Mukkbang! Remix» (Lil Cherry, GOLDBUUDA con Jay Park, BIBI, Dumbfoundead) | 2020 | —   | — | Chef Talk            |
| «Canoe» (카누) (QM con BIBI)                                                       | «Canoe» (카누) (QM con BIBI)                                               | 2020 | —   | — | Money Breath         |
| «Hanryang» (한량) (Prod. DinDin) (Kim Hee-chul, Min Kyung-hoon con BIBI)           | «Hanryang» (한량) (Prod. DinDin) (Kim Hee-chul, Min Kyung-hoon con BIBI)   | 2020 | 190 | — | Sin álbum            |
| «Meu Tempo» (Heo Won-hyuk con BIBI, Simon Dominic)                                 | «Meu Tempo» (Heo Won-hyuk con BIBI, Simon Dominic)                         | 2021 | —   | — | High School Rapper 4 |
| «Is this bad b****** number?» (Jeon So-yeon con BIBI, Lee Young-ji)                | «Is this bad b****** number?» (Jeon So-yeon con BIBI, Lee Young-ji)        | 2021 | —   | — | Windy                |
| «Second» (Hyo con BIBI)                                                            | «Second» (Hyo con BIBI)                                                    | 2021 | 176 | — | Sin álbum            |
| «Galipette» (Lolo Zouaï con BIBI)                                                  | «Galipette» (Lolo Zouaï con BIBI)                                          | 2021 | —   | — | Sin álbum            |
| «Picky Baby» (Owell Mood con BIBI)                                                 | «Picky Baby» (Owell Mood con BIBI)                                         | 2021 | —   | — | Sin álbum            |
| «Smiley» (Yena con BIBI)                                                           | «Smiley» (Yena con BIBI)                                                   | 2022 | 8   | 9 | Smiley               |
| «—» indica que el sencillo no alcanzó posición alguna o no fue lanzado en el país. |                                                                            |      |     |   |                      |

#### Colaboraciones
| «Cute Lil Thug» (니 마음을 훔치는 도둑) (con Yoon Mi-rae)                          | «Cute Lil Thug» (니 마음을 훔치는 도둑) (con Yoon Mi-rae)            | 2019 | —   | —  | The Fan Top 3            |
| «This is Pengsoo» (펭수로 하겠습니다) (con Pengsoo, Tiger JK, Bizzy)               | «This is Pengsoo» (펭수로 하겠습니다) (con Pengsoo, Tiger JK, Bizzy) | 2020 | 54  | —  | Billboard Project Vol. 1 |
| «Automatic» (con Chancellor, Babylon, twlv, MOON, Jiselle)                         | «Automatic» (con Chancellor, Babylon, twlv, MOON, Jiselle)           | 2020 | —   | —  | Sin álbum                |
| «She Said» (con Crush)                                                             | «She Said» (con Crush)                                               | 2020 | 108 | —  | with HER                 |
| «Automatic Remix»                                                                  | «Automatic Remix»                                                    | 2020 | —   | —  | Sin álbum                |
| «Code Clear» (격리해제)                                                            | «Code Clear» (격리해제)                                              | 2021 | —   | —  | Sin álbum                |
| «The Weekend (Remix)» (con 347aidan)                                               | «The Weekend (Remix)» (con 347aidan)                                 | 2021 | —   | 33 | Sin álbum                |
| «—» indica que el sencillo no alcanzó posición alguna o no fue lanzado en el país. |                                                                      |      |     |    |                          |

## Filmografía

### Películas
| Año  | Título                              | Papel            | Notas              | Ref.   |
| ---- | ----------------------------------- | ---------------- | ------------------ | ------ |
| 2021 | Whispering Corridors 6: The Humming | No Eun-Hee       |                    |        |
| 2023 | Phantom                             | Nueva secretaria | Aparición especial | [ 10 ] |
| 2023 | Hopeless                            | Ha-yan           |                    |        |

### Series de televisión
| Año  | Título                | Papel        | Canal   | Notas                       | Ref.                 |
| ---- | --------------------- | ------------ | ------- | --------------------------- | -------------------- |
| 2023 | El peor de los males  | Lee Hae-ryun | Disney+ | Serie web en doce capítulos | [ 11 ]               |
| 2024 | Gangnam, bajos fondos | Kim Jae-hee  | Disney+ | Serie web en ocho capítulos | [ 12 ] [ 13 ] [ 14 ] |

### Programas de telerrealidad
| Año       | Título                   | Papel              | Ref. |
| --------- | ------------------------ | ------------------ | ---- |
| 2018-2019 | The Fan                  | Participante       |      |
| 2021      | Girls High Mystery Class | Miembro del elenco |      |

## Premios y nominaciones
| Premiación                    | Año  | Categoría                        | Nominado/trabajo         | Resultado | Ref.   |
| ----------------------------- | ---- | -------------------------------- | ------------------------ | --------- | ------ |
| Aurora Awards                 | 2022 | Música                           | Bibi                     | Ganador   | [ 15 ] |
| Blue Dragon Film Awards       | 2023 | Mejor actriz nueva               | Hopeless                 | Nominado  | [ 16 ] |
| Blue Dragon Series Awards     | 2022 | Mejor entertainer nueva femenina | Girls High Mystery Class | Nominado  | [ 17 ] |
| Brand Customer Loyalty Awards | 2021 | Hot Icon Award                   | Bibi                     | Nominado  | [ 18 ] |
| Brand Customer Loyalty Awards | 2021 | Artista R&B Soul                 | Bibi                     | Ganador   | [ 18 ] |
| Korean Hip-hop Awards         | 2021 | Artista nuevo del año            | Bibi                     | Nominado  | [ 19 ] |
| Korean Hip-hop Awards         | 2021 | Canción R&B del año              | «Kazino»                 | Nominado  | [ 19 ] |
| Korean Hip-hop Awards         | 2021 | Canción R&B del año              | «Automatic Remix»        | Nominado  | [ 19 ] |
| Korean Hip-hop Awards         | 2021 | Colaboración del año             | «Automatic Remix»        | Nominado  | [ 19 ] |
| Korean Hip-hop Awards         | 2023 | Álbum R&B del año                | Lowlife Princess - Noir  | Nominado  | [ 20 ] |
| Korean Music Awards           | 2023 | Mejor canción R&B y soul         | «Jotto»                  | Ganador   | [ 21 ] |
| Seoul Music Awards            | 2023 | Mejor OST                        | «Very, Slowly»           | Nominado  | [ 22 ] |